# Municipio de Caseyville
El municipio de Caseyville (en inglés, Caseyville Township) es un municipio del condado de St. Clair, Illinois, Estados Unidos. Tiene una población estimada, a mediados de 2022, de 34 997 habitantes.

## Geografía
Está ubicado en las coordenadas 38°37′16″N 89°58′35″O / 38.62111, -89.97639 (38.621065, -89.976304). Según la Oficina del Censo, tiene una superficie total de 91.0 km², de los cuales 90.4 km² corresponden a tierra firme y 0.6 km² están cubiertos de agua.

## Demografía
Según el censo de 2020, en ese momento había 35 580 personas residiendo en la zona. La densidad de población era de 393.6 hab./km². El 64.7% de los habitantes eran blancos, el 21.6% eran afroamericanos, el 0.4% eran amerindios, el 2.5% eran asiáticos, el 0.1% eran isleños del Pacífico, el 2.6% eran de otras razas y el 8.2% eran de una mezcla de razas. Del total de la población, el 6.01% eran hispanos o latinos de cualquier raza.